# 1993 en handball
| Années du handball : 1990 - 1991 - 1992 - 1993 - 1994 - 1995 - 1996    |
| Décennies du handball : 1960 - 1970 - 1980 - 1990 - 2000 - 2010 - 2020 |

Cet article présente les faits marquants de l'année 1993 en handball.

## Compétitions européennes organisées par l'EHF
En conséquence de la création de la Fédération européenne de handball le 17 novembre 1991 et l'apparition de nouveaux membres consécutivement à la Chute des régimes communistes en Europe, de nombreux changements apparaissent à partir de la saison 1993-1994 dans les compétitions européennes des clubs, aussi bien chez les hommes que les femmes :
- la Coupe des clubs champions est renommée Ligue des champions,
- la Coupe de l'IHF, jusqu'alors sous l'égide de la Fédération internationale de handball (IHF), est désormais organisée par l'EHF sous le nom de Coupe de l'EHF,
- la Coupe d'Europe des vainqueurs de coupe, elle, ne subit pas de changement particulier autre que son passage de l'IHF à l'EHF.
- une nouvelle compétitions, appelée Coupe des Villes, est créée afin de permettre à un plus grand nombre de clubs de participer à une coupe d'Europe. Cette compétition, qui sera renommée Coupe Challenge en 2000 possède le niveau le plus faible de l'ensemble des compétitions.

De même, les premières éditions des Championnats d'Europe féminin et masculin seront organisées en 1994.

## Par mois
- 20 mars : finale du Championnat du monde masculin. La Russie devient champion du monde pour la première fois (ou la seconde fois avec le titre de 1982 remporté par l'URSS) et confirme ainsi sa médaille d'or des Jeux olympiques de Barcelone (obtenue sous l'égide de l'équipe unifiée). Sur le podium, on retrouve les mêmes équipes qu'aux Jeux olympiques, mais la France devance cette fois-ci la Suède, tenant du titre et hôte de la compétition.
- 30 mai : finale retour de la Coupe des coupes masculine. L'Olympique de Marseille Vitrolles, vainqueur du club hongrois du Fotex Veszprém SE 46 à 43, est le premier club français à remporter une coupe d'Europe en handball, quatre jours après la victoire en Coupe d'Europe d'un autre club sportif de la ville : l'Olympique de Marseille en Ligue des champions de football.
- 7 novembre : décès d'Igor Tourtchine, victime d'une crise cardiaque lors des seizièmes de finale de la Coupe de l'IHF opposant à Bucarest son club, le Spartak Kiev, au Rapid Bucarest[1]. Avec son club, il a remporté 13 Coupe des clubs champions et 20 championnats d'Union soviétique, et avec l'équipe nationale soviétique, il est double champion olympique (1980 et 1976) et double champion du monde (1982 et 1986).
- 5 décembre : finale du Championnat du monde féminin. L'Allemagne remporte son premier titre depuis sa réunification, venant s'ajouter aux trois titres remportés par la RDA en 1971, 1975 et 1978. Le Danemark, qui s'incline après prolongations 21 à 22, est vice-championne du monde tandis que la Norvège complète le podium.

## Par compétitions

### Championnat du monde masculin
|                           | Nation |
| ------------------------- | ------ |
| Médaille d'or, monde      | Russie |
| Médaille d'argent, monde  | France |
| Médaille de bronze, monde | Suède  |

La 12e édition du Championnat du monde masculin s'est déroulé en Suède du 10 au 20 mars 1993.
La Russie devient champion du monde pour la première fois (ou la seconde fois avec le titre de 1982 remporté par l'URSS) et confirme ainsi sa médaille d'or des Jeux olympiques de Barcelone (obtenue sous l'égide de l'équipe unifiée). Sur le podium, on retrouve les mêmes équipes qu'aux Jeux olympiques, mais la France profite du format de la compétition pour cette fois-ci devancer la Suède, tenante du titre.
L'équipe-type de la compétition est, :
- Meilleur joueur (MVP) : Magnus Andersson,  Suède
- Gardien : Lorenzo Rico,  Espagne
- Ailier gauche : Valeri Gopine,  Russie
- Arrière gauche : Marc Baumgartner,  Suisse
- Demi-centre : Magnus Andersson,  Suède
- Pivot : Dimitri Torgovanov,  Russie
- Arrière droit : Mateo Garralda,  Espagne
- Ailier droit : Bjarki Sigurðsson (en),  Islande

Le Suisse Marc Baumgartner est devenu le meilleur buteur de ce Championnat du monde en Suède, marquant 47 buts en sept matchs et devançant le Hongrois József Éles et ses 46 buts en sept matchs,.

### Jeux méditerranéens
|                                         | Hommes   | Femmes  |
| --------------------------------------- | -------- | ------- |
| Médaille d'or, Jeux méditerranéens      | Croatie  | Croatie |
| Médaille d'argent, Jeux méditerranéens  | France   | France  |
| Médaille de bronze, Jeux méditerranéens | Slovénie | Espagne |

Les compétitions de handball aux Jeux méditerranéens de 1993 se sont déroulées du 20 au 27 juin 1993 en Languedoc-Roussillon en France.
La compétition comporte un tournoi masculin avec dix équipes et un tournoi féminin avec six équipes. Dans les deux tournois, la Croatie s'impose et devance la France. Le podium est complété par la Slovénie chez les hommes  et par l'Espagne chez les femmes.

### Championnat du monde féminin
|                           | Nation    |
| ------------------------- | --------- |
| Médaille d'or, monde      | Allemagne |
| Médaille d'argent, monde  | Danemark  |
| Médaille de bronze, monde | Norvège   |

La 11e édition du Championnat du monde féminin s'est déroulé en Norvège du 24 novembre au 5 décembre 1993.
La Norvège, finaliste des Jeux olympiques l'année précédente, accueille cette édition avec l'ambition de remporter, à domicile, leur première victoire dans la compétition. La Russie, en difficulté tout au long du tournoi, remporte néanmoins une victoire importante face au pays hôte (19-14), qui prive la Norvège de finale. La Norvège est devancée à la différence de but par l'équipe du Danemark, menée par Anja Andersen, qu'elle avait pourtant dominée lors du dernier match du tour principal. La seconde équipe qualifiée pour la finale est l'équipe d'Allemagne entraînée par Lothar Doering (de), champion olympique en 1980 en tant que joueur. L'Allemagne a réussi à surmonter une entame de tournoi moyenne — qualifiée troisième de son groupe du tour préliminaire — en réalisant un sans-faute lors du tour principal. La finale est l'une des plus serrée de l'histoire de la compétition jusqu'alors. Soixante minutes ne suffisent pas à départager les deux équipes qui disputent une prolongation. Malgré leur domination, les Danoises ne parviennent pas à creuser l'écart et les Allemandes restent au contact. Durant la prolongation, Lothar Doering lance Karen Heinrich (de), auteure jusqu'ici d'un tournoi sans relief, qui va donner la victoire aux Allemandes pour une victoire 22 à 21. Lors de la petite finale, la Norvège se console en remportant une médaille de bronze grâce à une victoire étriquée sur la Roumanie (20-19). La Russie, héritière de l'URSS tenante du titre, termine à la cinquième place.
La Norvégienne Cecilie Leganger a été élue, à seulement 18 ans, meilleure joueuse et meilleure gardienne de but de la compétition,.
La Norvégienne Heidi Sundal aurait été élue meilleure pivot[réf. à confirmer].
Les autres joueuses distinguées ne sont pas connues.
La Coréenne Hong Jeong-ho termine meilleure marqueuse avec 58 buts.

## Meilleurs handballeurs de l'année 1993
Les meilleurs handballeurs de l'année 1993 n'a pas été attribué.

## Bilan de la saison 1992-1993 en clubs

### Coupes d'Europe
| Compétition                        | Vainqueur                 | Finaliste              | Score   |
| ---------------------------------- | ------------------------- | ---------------------- | ------- |
| C1 : Coupe des clubs champions     | Hypo Niederösterreich (4) | Vasas Budapest         | 40 – 25 |
| C2 : Coupe des vainqueurs de coupe | TV Giessen Lützellinden   | Rostselmash Rostov     | 48 – 43 |
| C3 : Coupe de l'IHF                | Rapid Bucarest            | Cercle Dijon Bourgogne | 50 – 40 |

| Compétition                        | Vainqueur      | Finaliste            | Score   |
| ---------------------------------- | -------------- | -------------------- | ------- |
| C1 : Coupe des clubs champions     | RK Zagreb      | SG Wallau-Massenheim | 44 – 35 |
| C2 : Coupe des vainqueurs de coupe | OM Vitrolles   | Veszprém KSE         | 46 – 43 |
| C3 : Coupe de l'IHF                | Teka Cantabria | Bayer Dormagen       | 50 – 40 |

### Compétitions en France
| Compétition                 | Vainqueur     | Second     | Score   |
| --------------------------- | ------------- | ---------- | ------- |
| Championnat de France masc. | USAM Nîmes 30 | US Ivry    | –       |
| Coupe de France masc.       | OM Vitrolles  | US Créteil | 32 – 22 |
| Championnat de France fém.  | ASPTT Metz    | USM Gagny  | –       |
| Coupe de France fém.        | USM Gagny     | ASPTT Metz | 19 – 15 |

## Naissances et décès
Parmi les personnalités du handball nées en 1993, on trouve notamment :
| Joueurs - 22 janvier : Baptiste Bonnefond - 1er avril : Julius Kühn - 10 avril : Rune Dahmke - 16 avril : Micke Brasseleur - 24 juin : Jonas Truchanovičius - 5 juillet : Luka Cindrić - 7 novembre : O'Brian Nyateu - 19 novembre : Nikola Portner | Joueuses - 14 mars : Marie François - 19 mai : Tess Wester - 6 juillet : Pauline Coatanea - 7 juillet : Grâce Zaadi - 10 août : Amanda Kolczynski - 20 août : Laura Glauser - 24 août : Marina Rajčić |

Décès
- 7 novembre : / Igor Tourtchine (à 56 ans)
- 24 décembre : / Milena Foltýnová-Gschiessl (en) (à 43 ans)